# بتنرية أريستغياتية
بتنرية أريستغياتية (الاسم العلمي:Byttneria aristeguietae) هي نوع من النباتات تتبع جنس البتنرية من الفصيلة الخبازية. سمي هذا النوع نسبةً إلى عالم النبات الفنزويلي لياندرو أريستيغياتا.